# 热努伊 (索恩-卢瓦尔省)
热努伊（法語：Genouilly，法語發音：[ʒənuji]）是法国索恩-卢瓦尔省的一个市镇，属于索恩河畔沙隆区。

## 地理
热努伊（46°39'5"N, 4°34'25"E）面积10.88 平方千米，位于法国勃艮第-弗朗什-孔泰大區索恩-卢瓦尔省，该省份为法国中部省份，北起顺时针与科多尔省、汝拉省、安省、罗讷省、卢瓦尔省、阿列省和涅夫勒省接壤。
与热努伊接壤的市镇（或旧市镇、城区）包括：勒皮莱、容西、吉河畔圣克莱芒、圣马丹迪塔特尔、圣米科、沃昂普雷。
热努伊的时区为UTC+01:00、UTC+02:00（夏令时）。

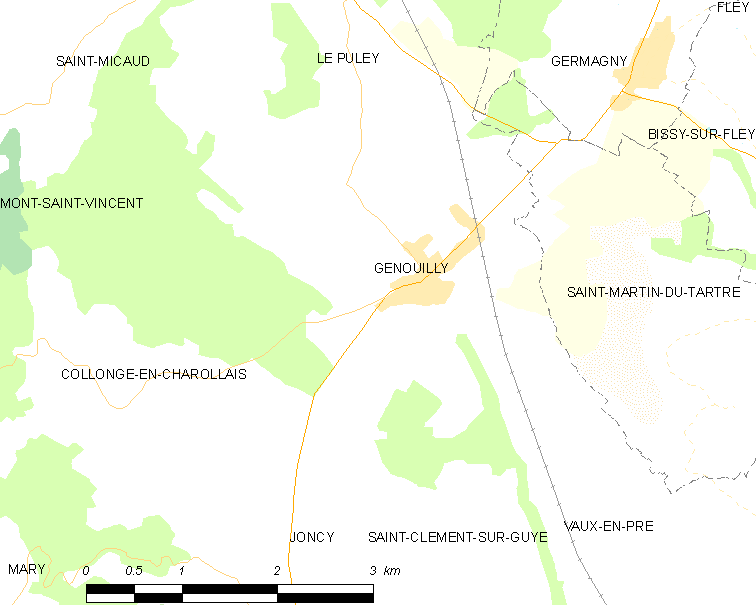
热努伊的OSM定位图

## 行政
热努伊的邮政编码为71460，INSEE市镇编码为71214。

## 政治
热努伊所属的省级选区为布朗济县。

## 人口

1962-2008年间热努伊人口变化图示

热努伊于2022年1月1日时的人口数量为418人。